# Judas (album)
Judas je drugi studijski album mađarskog power metal sastava Wisdom. Album je 4. travnja 2011. godine. objavila diskografska kuća Nail Records. Ovo je prvi album skupine s pjevačem Gaborom Nagyjem. Album govori o životu maskote sastava, Wisemanu.

## Popis pjesama
Tekstovi: Mate Molnar, glazba: Gabor Kovacs, osim pjesme "Silent Hill" koju je skladao Molnar.
| 1.    | »Fallin' Away from Grace« | 4:18 |
| 2.    | »Somewhere Alone«         | 4:05 |
| 3.    | »Age of Lies«             | 3:30 |
| 4.    | »Live Forevermore«        | 3:34 |
| 5.    | »Wander the World«        | 3:33 |
| 6.    | »Heaven and Hell«         | 4:12 |
| 7.    | »Silent Hill«             | 3:14 |
| 8.    | »At the Gates«            | 3:32 |
| 9.    | »The Prodigal Son«        | 3:26 |
| 10.   | »Judas«                   | 6:43 |
| 40:07 |                           |      |

## Zasluge
Wisdom
- Gabor Nagy — vokali
- Gabor Kovacs — gitara
- Zsolt Galambos — gitara
- Mate Molnar — bas-gitara
- Balazs Agota — bubnjevi

Dodatni glazbenici
- Zoltán Mező — vokali (zbor)
- Gyorgy Philipp — vokali (zbor)
- Kornel Mikecz — vokali (zbor)
- Zoltan Kiss — vokali (zbor)
- Mats Levén — vokali

Ostalo osoblje
- Gábor Kovács — inženjer zvuka, mastering, miksanje
- Gyula Havancsák — omot albuma
- Levente Kovács — fotografije